# Дарю тебе звезду
«Дарю тебе звезду» — советский мультипликационный фильм Фёдора Хитрука, снятый на киностудии «Союзмультфильм» и повествующий о неизменности взаимоотношений полов.

## Сюжет
Мультфильм состоит из четырёх частей-песен, связанных общим мотивом: мужчина находит женщину и поёт ей оды, она же занята мытьём посуды.

### Песнь первая
Каменный век, Мужчина одинок, а потому дик и агрессивен. Но всё изменилось, когда однажды на охоте он увидел Женщину. Она изменила Его быт, Он стал более покладистым и опрятным и у Него появилось свободное время. Это время Он отдал поэзии и первые свои стихи Мужчина посвятил Женщине:

Любимая, я тебя поведу к самому краю Вселенной,

Я подарю тебе эту звезду!

Светом нетленным будет она озарять нам путь в бесконечность!…

А в это время Женщина суетится по хозяйству: выметает кости, моет пещеру и чистит котёл. Скрежетом оттираемой кастрюли, который заглушает стихи, заканчивается первый рассказ.

### Песнь вторая
…Прошло несколько тысячелетий. Человек изобрёл колесо, письменность и другие полезные вещи…
Средневековый арабский Восток. В жестоком бою Воин захватывает прекрасную Девушку и под градом стрел увозит в свой дворец. Чтобы растопить её горе и возбудить любовь к себе, он читает ей оды:

Любимая, я тебя поведу к самому краю Вселенной,

Я подарю тебе эту звезду!

Светом нетленным будет она озарять нам путь в бесконечность!…

Девушка сперва тянется к своему господину, но потом попадает в гарем, где в компании с десятком других жён начинает чистить котлы, скрежет которых сливается с серенадами.

### Песнь третья
…Прошло ещё одно тысячелетие. Человек изобрёл автомобиль, цветной телевизор, атомный двигатель. Настал век синтетики и сверхзвуковых скоростей.
В мегаполисе, среди небоскрёбов и ярких витрин, на скоростной автостраде Он и Она заметили друг друга. Мужчина после свадьбы ведёт свою супругу к себе в благоустроенную квартиру, наполненную бытовой техникой и удобствами. Пылая любовью, Он читает Ей стихи:

Любимая, я тебя поведу к самому краю Вселенной,

Я подарю тебе эту звезду!

Светом нетленным будет она озарять нам путь в бесконечность!…

Но на кухне молодую жену ждёт гора грязной посуды, и Она под слова любовной лирики мужа, сидящего в кресле перед телевизором, начинает чистить кастрюлю.

### Песнь четвёртая (эпилог)
…Минуло 50 лет. Наступило будущее…
Сквозь космическое пространство в космос летит звездолёт c Мужчиной и Женщиной на борту. Как и века назад, он читает ей стихи:

Любимая, я тебя поведу к самому краю Вселенной,

Я подарю тебе эту звезду!

Светом нетленным будет она озарять нам путь в бесконечность, бесконечность, бесконечность… БЕСКОНЕЧНОСТЬ…!

Но в невесомости к Женщине подплывает кастрюля, скрежет которой заполняет межзвёздное пространство.

## Создатели
- Автор сценария и режиссёр — Фёдор Хитрук
- Художники-постановщики — Владимир Зуйков, Эдуард Назаров
- Композитор — Шандор Каллош
- Звукооператор — Георгий Мартынюк
- Оператор — Михаил Друян
- Монтажёр — Изабелла Герасимова
- Художники-мультипликаторы: Эльвира Авакян, Наталия Богомолова, Иван Давыдов, Галина Зеброва, Виолетта Колесникова, Мария Мотрук, Владимир Пальчиков, Татьяна Померанцева, Лев Рябинин
- Ассистент режиссёра — Татьяна Лытко
- Редактор — Аркадий Снесарев
- Директор картины — Любовь Бутырина
- Текст от автора читает и песни исполняет — Валентин Никулин

## Награды
- 1975 — Специальный приз жюри конкурса короткометражных фильмов на МКФ в Канне
- 1976 — Государственная премия СССР за 1976 г. режиссеру Ф. Хитруку (вместе с фильмами о Винни-Пухе)